# Hikōtaichō

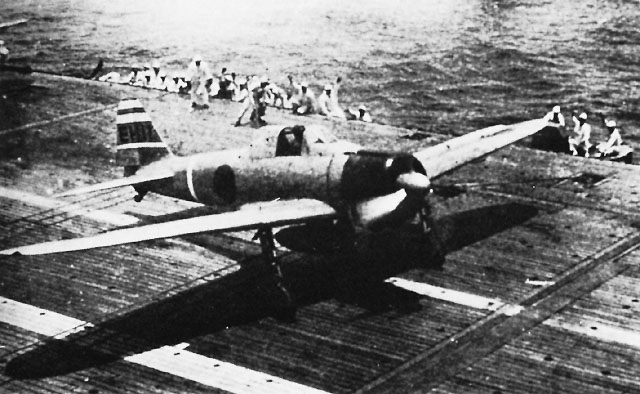
Avión pilotado por el teniente Hideki Shingō (hikōtaichō del grupo de cazas del Shōkaku) despegando durante la batalla de las Islas Santa Cruz. Se pueden ver las tres franjas horizontales en la cola del avión que indican el rango de hikōtaichō.

El Hikōtaichō (飛行隊長) era un puesto superior de aviación naval en el Servicio Aéreo de la Armada Imperial Japonesa, normalmente ocupado por un teniente que comandaba a todo el personal de vuelo en un grupo aéreo.

## Función administrativa
En tierra, el hikōtaichō comandaba una unidad llamada hikōtai (飛行隊), que estaba compuesta por todo el personal de vuelo en un grupo aéreo, llamado kōkūtai (航空隊). Sin embargo, el hikōtaichō no era el comandante de todo el grupo aéreo (kōkūtai), que también incluía personal que no era de vuelo que brindaba funciones de mantenimiento de los aviones y servicio dentro de la base aérea.
En un portaaviones, el hikōtai generalmente constaba de tres escuadrones, cada uno de los cuales estaba relacionado con un tipo de avión específico (es decir, bombardero en picado, bombardero torpedero o caza). El hikōtaichō era una de las dos clasificaciones de mando de vuelo en la jerarquía aeronaval, el otro era el buntaichō (分隊長), que comandaba una división de personal de vuelo para un tipo de avión específico, llamado buntai (分隊).

## Función de combate
Durante el combate, el hikōtaichō comandaba una fuerza de ataque compuesta por todos los tipos de aviones. De acuerdo con la doctrina de la Armada Imperial Japonesa, los portaaviones operaban en parejas y cada portaaviones contribuía con un tipo de avión diferente a una ola de ataque particular, donde un hikōtaichō comandaba la primera ola, mientras que el otro hikōtaichō comandaba la segunda ola. Por ejemplo, durante la batalla de las Islas Santa Cruz, la primera ola de ataque contra los portaaviones de la Armada de los Estados Unidos fue comandada por el teniente Shigeharu Murata (hikōtaichō del Shōkaku), donde el Shōkaku contribuyó con torpederos Nakajima B5N y el Zuikaku contribuyó con bombarderos en picado Aichi D3A. La segunda ola de ataque fue comandada por el teniente comandante Mamoru Seki (hikōtaichō del Shōkaku), donde el Shōkaku contribuyó con bombarderos en picado Aichi D3A y el Zuikaku contribuyó con bombarderos torpederos Nakajima B5N.
En algunos casos, los hikōtaichō de ambos portaaviones se unían en la misma ola de ataque y el mayor de los dos estaba al mando general. Un ejemplo de esto fue durante la batalla del Mar del Coral, donde el teniente comandante Kakuichi Takahashi (hikōtaichō del Shōkaku) y el teniente comandante Shigekazu Shimazaki (hikōtaichō del Zuikaku) participaron en todas las oleadas de ataque durante la batalla. En este caso, Takahashi voló un bombardero en picado y estaba al mando general, mientras que Shimazaki voló un bombardero torpedero y lideró a todos los demás bombarderos torpederos.
El hikōtaichō no era necesariamente un piloto. Por ejemplo, durante el ataque a Pearl Harbor, el comandante Mitsuo Fuchida (hikōtaichō del Akagi) estaba en el asiento del observador/bombardero, mientras que su torpedero Nakajima B5N estaba pilotado por el teniente Mitsuo Matsuzaki. En otro ejemplo, durante el ataque a Pearl Harbor y la batalla de Midway, el teniente Takehiko Chihaya (hikōtaichō del Akagi) fue un observador; su bombardero en picado Aichi D3A fue pilotado por el suboficial de primera clase Kiyoto Furuta. En las unidades de bombarderos terrestres, el hikōtaichō a menudo estaba en el asiento del observador.

## Escarapela aeronáutica
En las unidades basadas en portaaviones, la posición del hikōtaichō estaba marcada por tres franjas horizontales en la cola de un avión. Sin embargo, esta marca no debe confundirse con las franjas verticales alrededor de la parte trasera del fuselaje, que indicaban a qué portaaviones pertenecía la aeronave.